# Horní Krupá
Horní Krupá är en ort i Tjeckien.   Den ligger i regionen Vysočina, i den centrala delen av landet, 100 km sydost om huvudstaden Prag. Horní Krupá ligger 481 meter över havet och antalet invånare är 464.
Terrängen runt Horní Krupá är platt. Runt Horní Krupá är det ganska tätbefolkat, med 104 invånare per kvadratkilometer. Närmaste större samhälle är Havlíčkův Brod, 7,1 km söder om Horní Krupá. I omgivningarna runt Horní Krupá växer i huvudsak blandskog.